# Agestrata amakerei
Agestrata amakerei är en skalbaggsart som beskrevs av Jakl och Krajcik 2006. Agestrata amakerei ingår i släktet Agestrata och familjen Cetoniidae. Inga underarter finns listade i Catalogue of Life.